# Gowa (Reich)

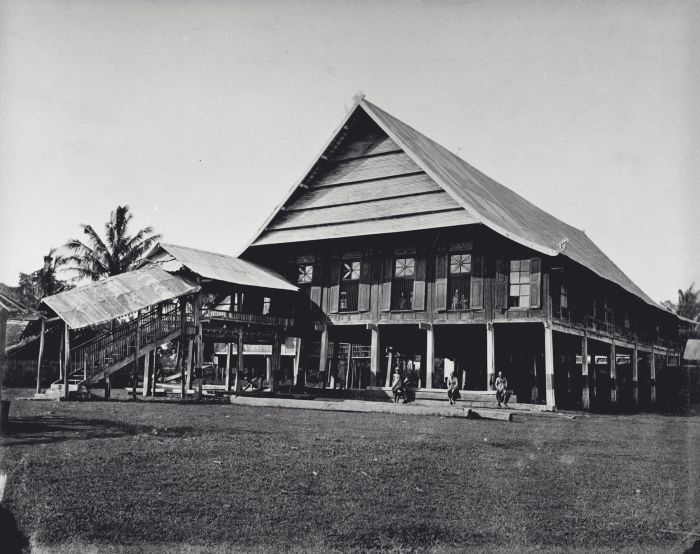
Der königliche Palast von Gowa 1890

Gowa  war für einige Zeit das mächtigste Königreich im Osten des heutigen Indonesien. Seine Hauptstadt Somba Opu lag im südlichen Stadtteil des heutigen Makassar, der Hauptstadt der Provinz Südsulawesi. Das Königreich erreichte seine goldene Ära unter der Herrschaft von Sultan Hasanuddin, der die benachbarten Königreiche gegen die niederländische Kolonialmacht zu vereinen versuchte. Nach einem langwierigen Krieg musste der Sultan eine Niederlage einstecken und den für Gowa sehr nachteiligen Vertrag von Bongaja unterschreiben, dessen Folge die Vernichtung der Hauptstadt Somba Opu durch die Niederländer war. Nach dem Verlust des Krieges zog sich die Führung des Königreichs nach Süden zurück, wo der heutige Bezirk Gowa liegt, während die meisten Bewohner in einer neuen, nördlich des Forts Rotterdam entstandenen Kleinstadt Vlaardingen verblieben. Die dortige Stadt Vlaardingen erhielt später den Namen Makassar, welcher ursprünglich synonym für das Königreich Gowa war.

## Geschichte

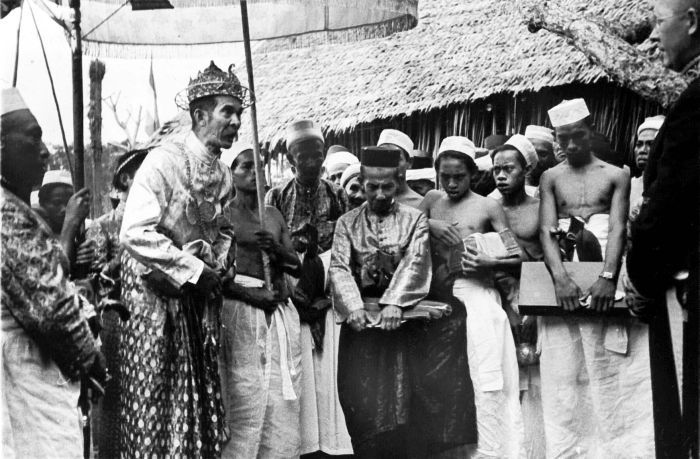
Sultan Tahur Muhibuddin (1936–1946) hört die Rede des Gouverneurs von Celebes und seinen Nebengebieten, Herrn Bosselaar, an. (Anfang der 1930er Jahre)

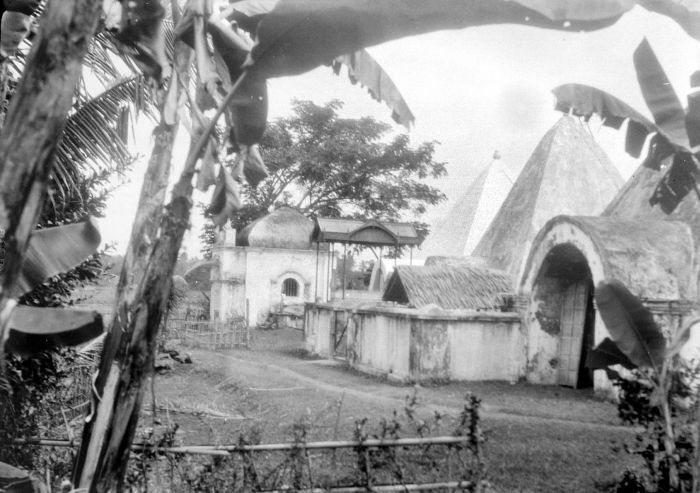
Die königliche Grabanlage von Gowa in Katangka, südlich von Makassar um 1929

Nach mündlicher Überlieferung der Makassaren wurde Gowa gemeinsam mit dem Königreich Tallo das Doppelreich Gowa-Tallo, das im frühen 14. Jahrhundert gegründet wurde. Die erste Herrscherin war Königin Tumanurung (1320–1345). Sie baute ihren Palast auf einem Hügel namens Takka’bassia, dessen Name später in Tamalate geändert wurde.
Die Entstehung der Königreiche um Gowa beziehungsweise Makassar wird in den Gedichten 14 (4) und (5) des Buches Nagarakretagama des Königreichs Majapahit auf Java beschrieben, dessen Veröffentlichung im Jahre 1364 mit der Regierungszeit des zweiten Königs Gowas Tumassalangga Baraya (1345–1370) zusammenfiel. Bis zur Amtszeit von König Tunijalloq ri Passukkiq (1460–1511) blieb das Regierungszentrum in Tamalate.
1450 wurde Gowa von den Söhnen von König Tunatangkalopi geteilt. Der ältere Batara Gowa herrschte über Gowa, während der jüngere Lowe ri Sero Tallo als unabhängiges Reich regierte. Erst Tumapaqrisiq Kallonna (1511–1547) unterwarf Tallo wieder. Der Herrscher von Tallo wurde Gowa unterstellt, behielt aber die Oberhoheit über sein Reich und wurde zum Führer der Streitkräfte (indonesisch Mangkubumi) des Doppelreiches. Tumapaqrisiq Kallonna war auch der Erbauer der Festung Somba Opu und des darin liegenden königlichen Palastes.
Am 22. September 1605 trat Tallos König Karaeng Matoaya, als erster Makassare in der Stadt zum Islam über und bekam den zusätzlichen Titel „Sultan Abdullah Awalul Islam“. Diesem Schritt folgte Gowas 14. König Tumamenang ri Gaukanna, der den zusätzlichen Titel „Sultan Alauddin“ erhielt. Am Freitag, 9. November 1607, hielt Sultan Abdullah das erste Freitagsgebet in der Zentralmoschee von Tallo ab und am gleichen Tag erklärte Sultan Alauddin den Islam als offizielle Religion des Reiches Makassar.

## Liste der Herrscher von Gowa
1. Tumanurung, I Taru’ballanga Karaeng Bayo, 1300–1320
2. Tumassalangga Baraya, I Massalangga Barayang (Sohn), 1320–1340
3. I Puang Lowe Lembang (Sohn), 1340–1360
4. Tuniatabanri (Sohn), 1360–1380
5. Karampang ri Gowa, Karaeng Puwanga (Sohn), 1380–1405
6. Tunatangkalopi (Sohn), 1405–1450
7. Batara Gowa, Tumamenang ri Paralakkenna (Sohn), 1450–1480
8. Karaeng Tunijalloq ri Passukkiq, I Pakere’tau (Sohn), 1480–1511
9. Tumapaqrisiq Kallonna, Karaeng Manngutungi, Gallarrang Loaya, Daeng Matanre (Sohn), 1511–1547, Bauherr der Festungsanlagen um Makassar
10. Tunipalangga (Sohn), I Manriwagau Daeng Bonto Karaeng Lakiung, 1511–1565, Regierungszeit Ende 1546 bis Anfang 1565
11. Tunibatta, Karaeng Dataq,I Tajibarani Daeng Marompa Karaeng Data (Bruder), 1517–1565, regierte 1565 40 Tage lang
12. Tunijalloq, Karaeng Bontolangkasaq, I Manggorai Daeng Mametta Karaeng ri Bontolangkasa (Sohn), 1545–1590, Regierungszeit 1565 bis 1590
13. Tunipasuluq (Sohn), Karaeng Bontolangkasaq, I Tepu Daeng Parambung Assulukalah Karaeng ri Bontolangkasa, 1575 – 5. Juli 1617, Regierungszeit 1590 bis Anfang 1593 (abgesetzt)
14. Tumamenang ri Gaukanna, Sultan Alauddin, I Mangarangi Daeng Manrabia (Bruder), 1586 – 15. Juni 1639, Regierungszeit 1593 bis zu seinem Tode 1639, erster muslimischer Herrscher Gowas und Makassars
15. Tumamenang ri Papambatuna, Sultan Malikussaid, Muhammad Said, Karaeng Ujung, Karaeng Lakiung, I Manuntungi Daeng Mattola (Sohn), 11. Dezember 1607 bis 5. November 1653, Regierungszeit 1639 bis zu seinem Tode 1653
16. Tumamenang ri Ballaq Pangkana, Sultan Hasanuddin, Karaeng Bontomangape, I Mallombasi 'Muhammad Bakir' Daeng Mattawang Karaeng Bonto Mangape (Sohn), 12. Januar 1633 bis 12. Juni 1670, Regierungszeit 1653 bis 17. Juni 1669 (zur Abdankung gezwungen)
17. Tumammaliang ri Alluq, Sultan Amir Hamzah, I Mappasossong Daeng Nguraga (Sohn), 31. März 1656 bis 7. Mai 1674, Regierungszeit 29. Juni 1669 bis zu seinem Tode 1674
18. Tumatea ri Jakattaraq, Sultan Muhammad Ali, Karaeng Bisei (Bruder), 29. November 1654 bis 15. März 1681, Regierungszeit 3. Oktober 1674 bis 27. Juli 1677 (abgesetzt)
19. Tumamenang ri Lakiung, Sultan Abdul Jalil, Sultan Fakhruddin Abdul Jalil, Karaeng Sanrabone, I Mappadulung Daeng Mattimung Karaeng Sanrobone (Bruder), 18. August 1652 bis 17. September 1709, Regierungszeit 27. Juli 1677 bis zu seinem Tode 1709
20. Tumamenang ri Sombaopu, Sultan Ismail, Sultan Shahabuddin Ismail, Karaeng Anaq Moncong, La Parappa To’ Aparapu Sappewali Madanrang Daeng Bonto Karaeng Anamonjang (Enkel), 18. Januar 1690 bis 1. April 1724, Regierungszeit 21. September 1709 bis 24. August 1712 (abgesetzt), auch Prinz von Bone
21. Tumamenang ri Pasiq, Karaeng Kanjilo, Sultan Sirajuddin, Tumamaliang ri Talloq, I Mappaurangi Karaeng Kanjilo (Sohn von Tunibatta), 17. November 1687 bis 22. Januar 1739, Regierungszeit 31. August 1712 bis 5. November 1735 (abgedankt)
22. Tumamenang ri Gowa, Sultan Abdul Khair Almansyur, I Mallawanggauq (Enkel von Tumamenang ri Pasiq, Sohn von Lempangang, Herrscher von Tallo), 12. Februar 1727 bis 28. Juli 1742, Regierungszeit 5. November 1735 bis zu seinem Tode 1742.
23. Karaeng Bontolangkasaq, 14. März 1694 bis 8. September 1739, Regierungszeit 10. April 1739 bis 8. September 1739
24. Tumamenang ri Kalabiranna, Sultan Abdul Kudus, I Mappaba'basa  (Bruder von Tumamenang ri Gowa), Dezember 1733 bis 1753, Regierungszeit 28. Juli 1742 bis 1753[1]

## Liste der Festungen (Benteng) von Gowa
Liste der Festungen des Königreichs Gowa-Tallo, die die Hauptfestung Somba Opu und das Stadtzentrum während des Makassarkrieges als Vorposten schützten:
1. Festung Ujung Pandang (ab 1669: Umbenennung in Fort Rotterdam) auch bekannt als Festung Meeresschildkröte (Benteng Pannyua)
2. Festung Anak Tallo
3. Festung Barobosa
4. Festung Bontorannu
5. Festung Mariso
6. Festung Pattunuang
7. Festung Tallo
8. Festung Ujung Tanah
9. Festung Anak Gowa (im heutigen Gowa)
10. Festung Kalegowa (im heutigen Gowa)
11. Festung Panakkukang (im heutigen Gowa)
12. Festung Barombong
13. Festung Galesong
14. Festung Sanrobone (im heutigen Takalar)